# Tira (Texas)
Tira è un comune (town) degli Stati Uniti d'America della contea di Hopkins nello Stato del Texas. La popolazione era di 297 abitanti al censimento del 2010.

## Geografia fisica
Tira è situata a 33°19′36″N 95°34′11″W (33.326629, -95.569853).
Secondo lo United States Census Bureau, la città ha una superficie totale di 3,73 km², dei quali 3,67 km² di territorio e 0,06 km² di acque interne (1,66% del totale).

## Società

### Evoluzione demografica
Secondo il censimento del 2010, la popolazione era di 297 abitanti.

### Etnie e minoranze straniere
Secondo il censimento del 2010, la composizione etnica della città era formata dal 95,62% di bianchi, lo 0% di afroamericani, lo 0,34% di nativi americani, lo 0% di asiatici, lo 0% di oceanici, il 2,69% di altre razze, e l'1,35% di due o più etnie. Ispanici o latinos di qualunque razza erano il 6,06% della popolazione.